# Wietlica (roślina)

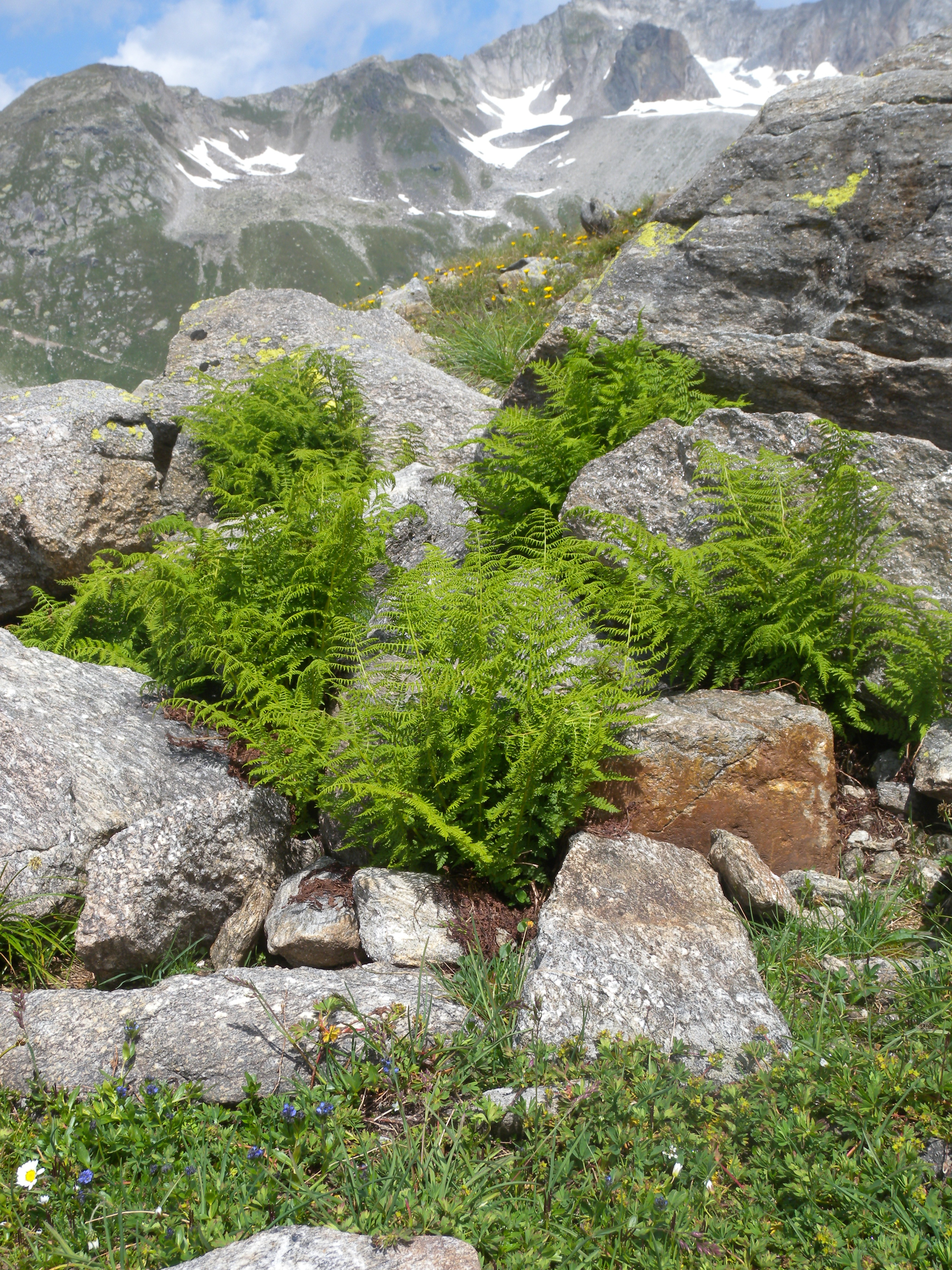
Wietlica alpejska

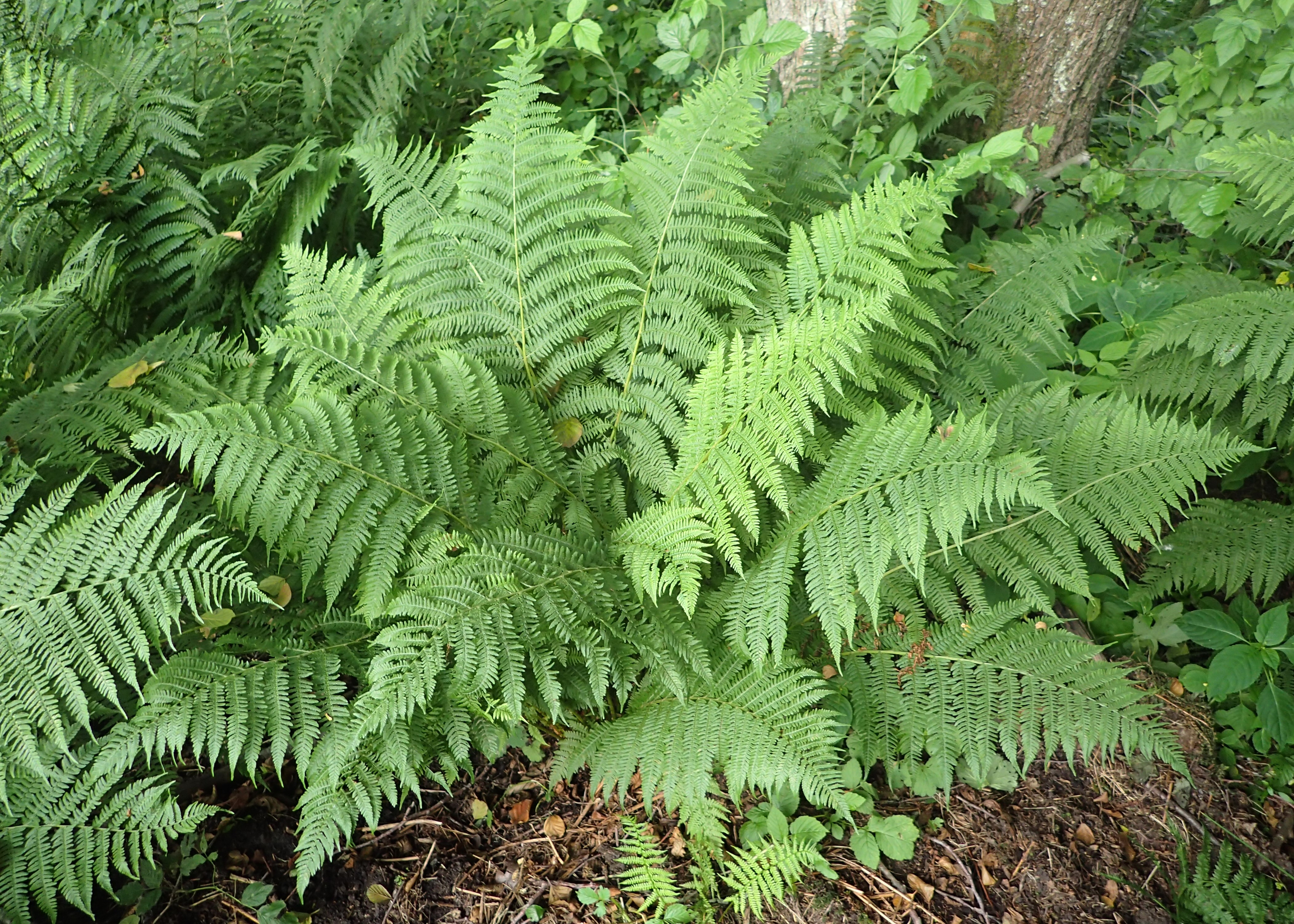
Wietlica samicza

Wietlica (Athyrium Roth) – rodzaj paproci należących do rodziny wietlicowatych. Liczy ok. 200–230 gatunków. Zasięg rodzaju obejmuje wszystkie kontynenty (z wyjątkiem Antarktydy). W Polsce występują dwa gatunki – wietlica alpejska (Athyrium distentifolium) i wietlica samicza (Athyrium filix-femina). Do gatunków uprawianych jako ozdobne należy zwłaszcza wietlica samicza z setkami odmian różniących się modyfikacjami blaszki liściowej, poza tym wietlica alpejska i wietlica japońska (Athyrium nipponicum).

## Systematyka

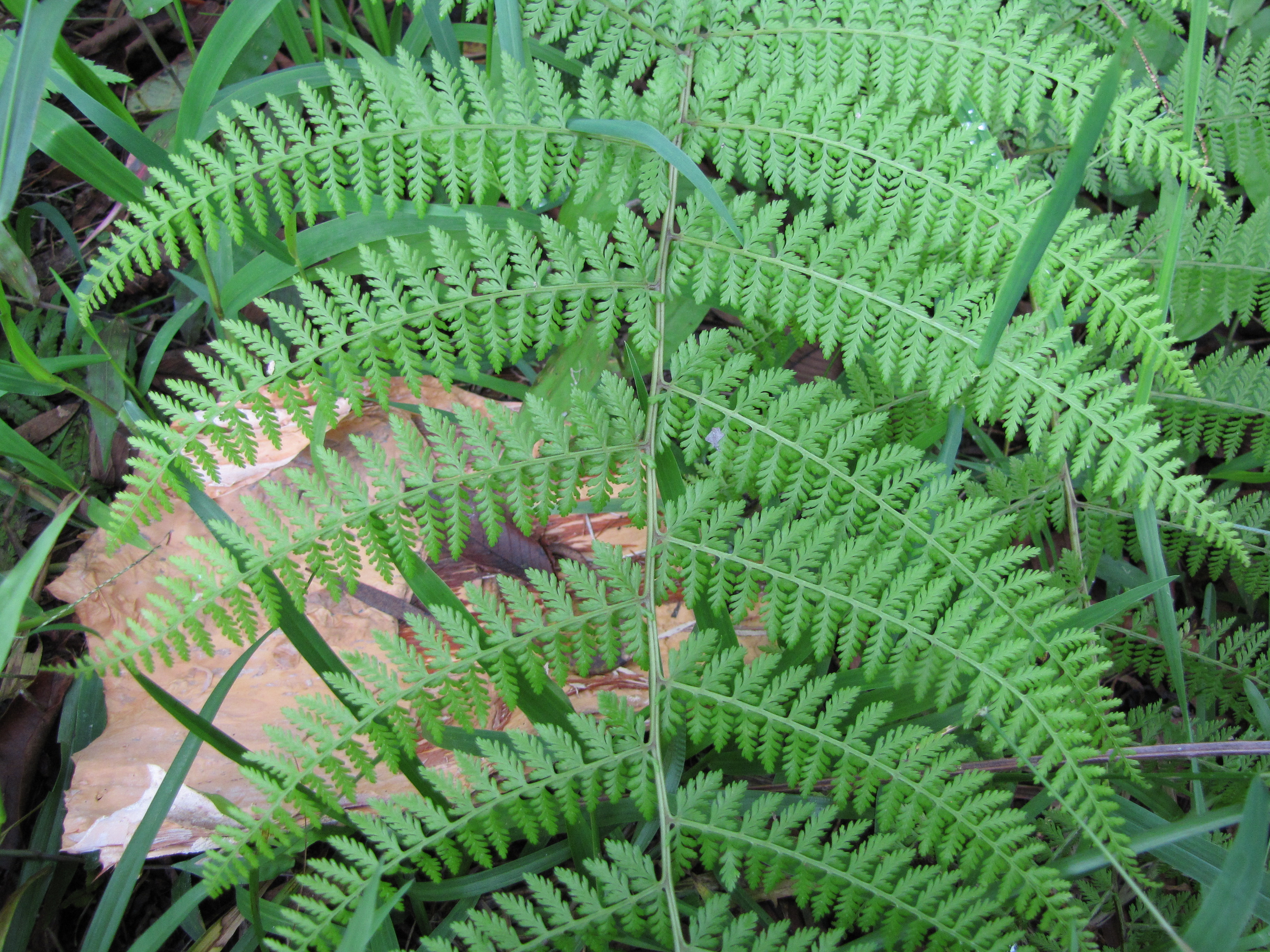
Athyrium microphyllum

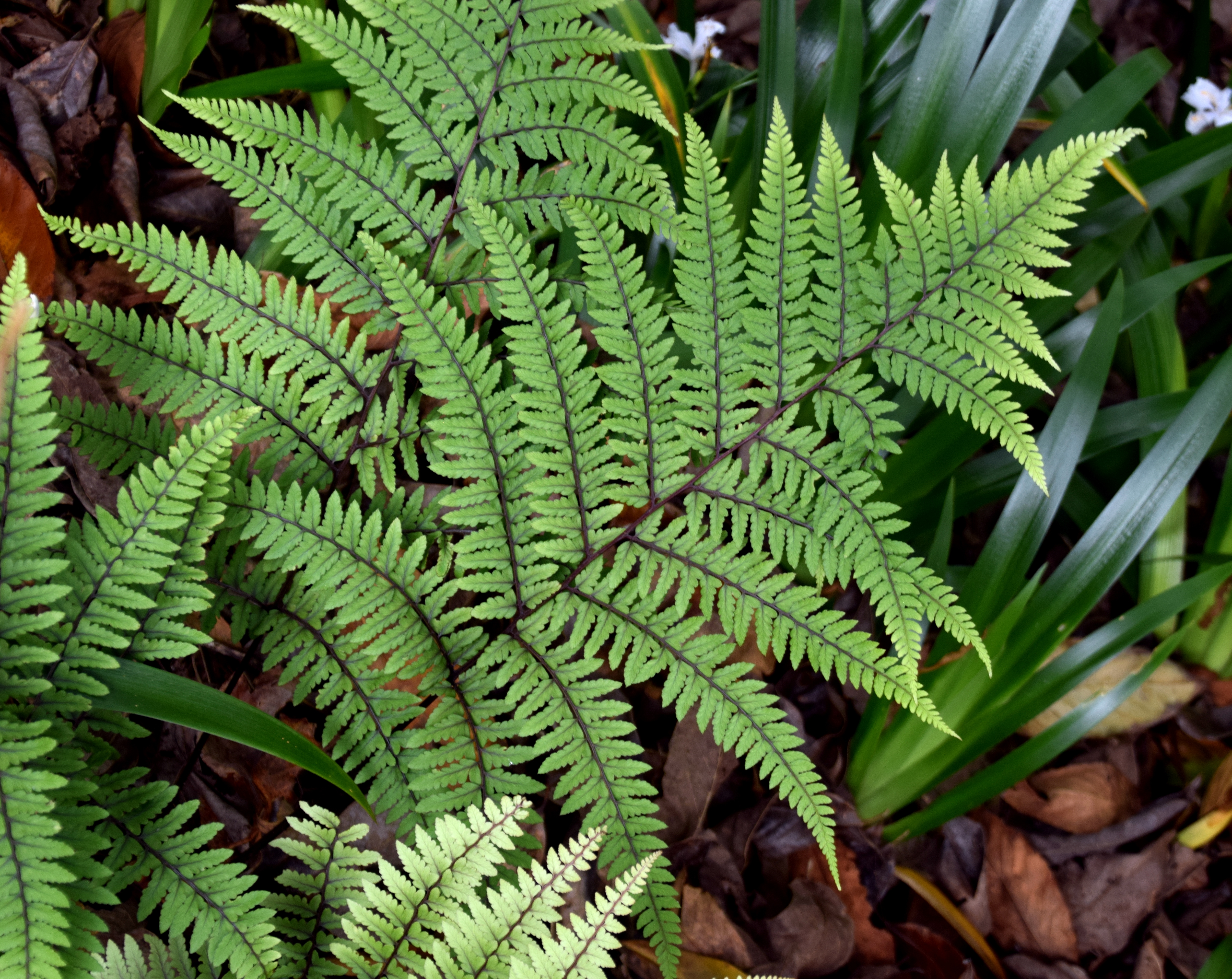
Athyrium otophorum

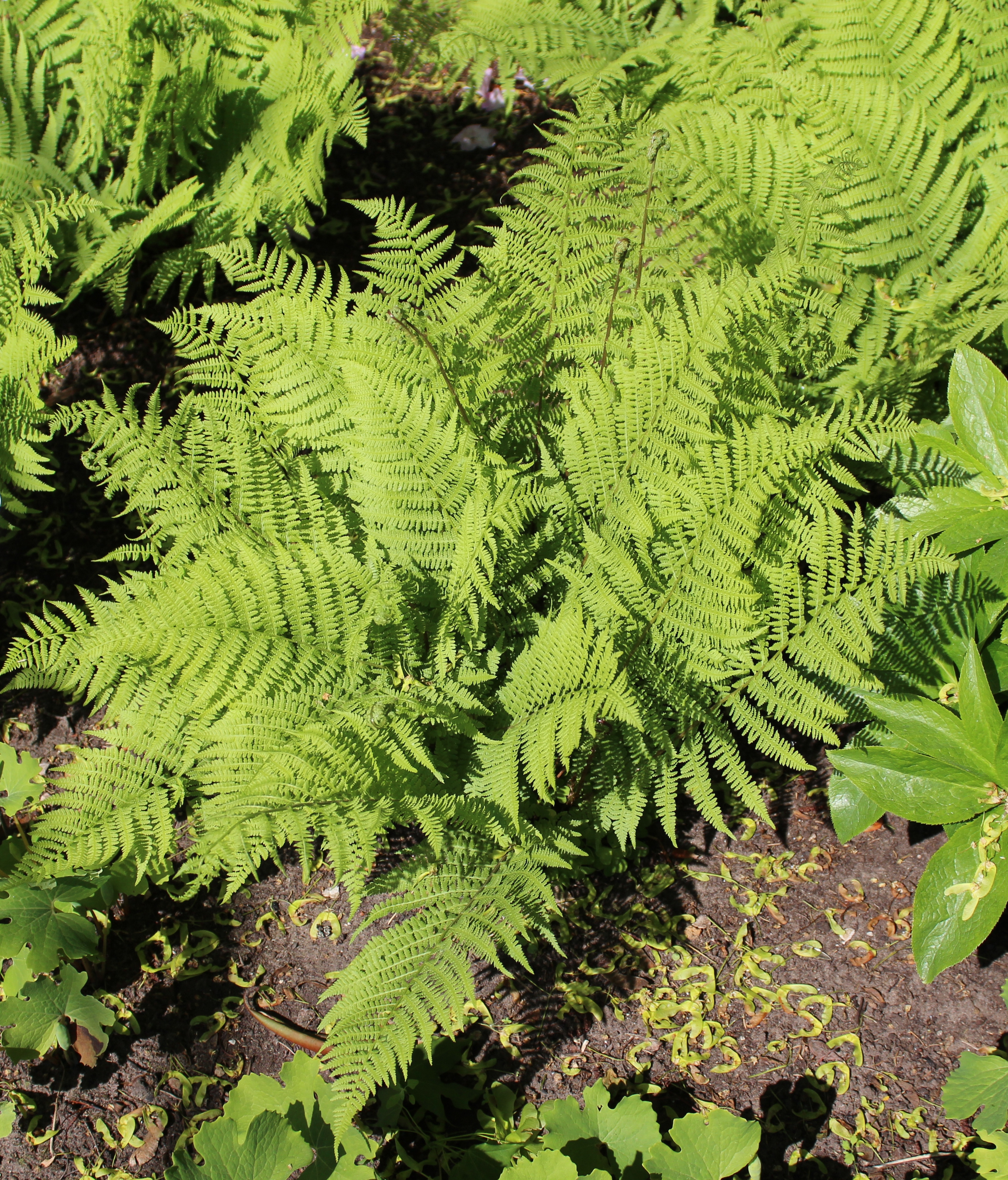
Athyrium sinense

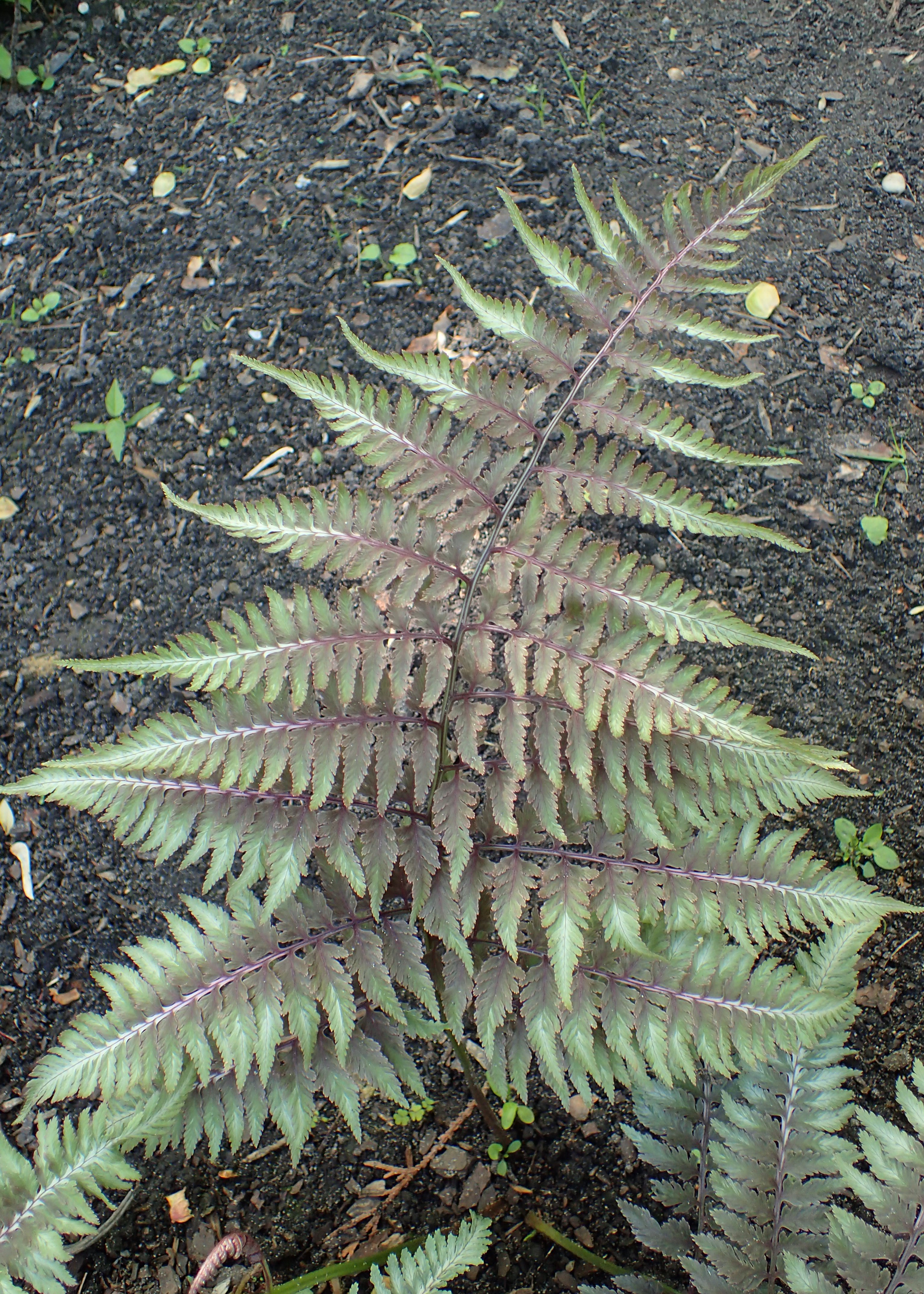
Wietlica japońska 'Metallicum'

Do rodzaju w systemie PPG I (2016) włączone zostały rodzaje Cornopteris i Anisocampium wyodrębniane w rodzinie Athyriaceae w systemie Christenhusza, Zhanga i Schneidera z 2011.
Wykaz gatunków
- Athyrium acrocarpum (Rosenst.) Copel.
- Athyrium acutipinnulum Kodama ex Nakai
- Athyrium adpressum Ching & W.M.Chu
- Athyrium × akiense Sa.Kurata
- Athyrium × amagi-pedis Sa.Kurata
- Athyrium americanum (Butters) Maxon
- Athyrium ammifolium (Mett.) C.Chr.
- Athyrium amoenum C.Chr.
- Athyrium × anceps Sa.Kurata
- Athyrium anisopterum Christ
- Athyrium annae Kornas
- Athyrium appendiculiferum Alderw.
- Athyrium approximatum (W.M.Chu) Christenh.
- Athyrium araiostegioides Ching
- Athyrium archboldii Copel.
- Athyrium arcuatum Liebm.
- Athyrium arisanense (Hayata) Tagawa
- Athyrium asplenioides Desv.
- Athyrium atkinsonii Bedd.
- Athyrium atratum Bedd.
- Athyrium atroviride (Alderw.) Seriz.
- Athyrium attenuatum (C.B.Clarke) Tagawa
- Athyrium austro-orientale Ching
- Athyrium × austrojaponense  Sa.Kurata
- Athyrium × awatae Seriz.
- Athyrium badium (Ching) Christenh.
- Athyrium banajaoense (C.Chr.) Christenh.
- Athyrium baoxingense Ching
- Athyrium × bicolor Seriz.
- Athyrium biserrulatum Christ
- Athyrium bomicola Ching
- Athyrium × boreo-occidentali-indobharaticola-birianum Fraser-Jenk.
- Athyrium bourgaei Fourn.
- Athyrium brevistipes Ching
- Athyrium × calophyllum Sa.Kurata ex Seriz.
- Athyrium caudatum Ching
- Athyrium caudiforme Ching
- Athyrium chingianum Z.R.Wang & X.C.Zhang ex X.C.Zhang
- Athyrium × christensenianum (Koidz.) Seriz.
- Athyrium christensenii Tardieu
- Athyrium chungtienense Ching
- Athyrium clarkei Bedd.
- Athyrium clemensiae Copel.
- Athyrium clivicola Tagawa
- Athyrium contingens Ching & S.K.Wu
- Athyrium × cornopteroides Sa.Kurata
- Athyrium costulalisorum Ching
- Athyrium crassicaule J.P.Roux
- Athyrium crassipes Ching
- Athyrium crenulatoserrulatum Makino
- Athyrium criticum Ching
- Athyrium cryptogrammoides Hayata
- Athyrium cumingianum (C.Presl) Milde
- Athyrium cuspidatum (Bedd.) M.Kato
- Athyrium cyclosorum (Rupr.) Maxon
- Athyrium davidii (Franch.) Christ
- Athyrium daxianglingense Ching & H.S.Kung
- Athyrium decorum Ching
- Athyrium decurrenti-alata (Hook.) Copel.
- Athyrium delavayi Christ
- Athyrium deltoidofrons Makino
- Athyrium dentilobum Ching & S.K.Wu
- Athyrium devolii Ching
- Athyrium dissitifolium (Baker) C.Chr.
- Athyrium distans (D.Don) T.Moore
- Athyrium distentifolium Tausch ex Opiz – wietlica alpejska
- Athyrium × dixitii Fraser-Jenk.
- Athyrium dombeyi Desv.
- Athyrium × drepanopteroides Fraser-Jenk.
- Athyrium drepanopteron (Kunze) Milde
- Athyrium dubium Ching
- Athyrium eburneum (J.Sm. ex Mett.) J.Sm.
- Athyrium elmeri Copel.
- Athyrium elongatum Ching
- Athyrium emeicola Ching
- Athyrium epirachis (Christ) Ching
- Athyrium erythropodum Hayata
- Athyrium falcatum Bedd.
- Athyrium fallaciosum Milde
- Athyrium fangii Ching
- Athyrium ferulaceum Christ
- Athyrium filix-femina (L.) Roth – wietlica samicza
- Athyrium filix-incantatrix  Christenh.
- Athyrium fimbriatum T.Moore
- Athyrium flabellulatum (C.B.Clarke) Tardieu
- Athyrium × flavosorum Seriz.
- Athyrium foliolosum T.Moore ex R.Sim
- Athyrium × fuscopaleaceum Sa.Kurata
- Athyrium × glabrescens Seriz.
- Athyrium grantii Copel.
- Athyrium guangnanense Ching
- Athyrium × gurungae Fraser-Jenk.
- Athyrium gymnogrammoides (Klotzsch ex Mett.) Bedd.
- Athyrium hahasimense Nakai
- Athyrium hainanense Ching
- Athyrium haleakalae K.R.Wood & W.L.Wagner
- Athyrium himalaicum Ching ex Mehra & Bir
- Athyrium hirtirachis Ching & Y.P.Hsu
- Athyrium × hisatsuanum Sa.Kurata
- Athyrium hohenackerianum (Kunze) T.Moore
- Athyrium × ikutae Sa.Kurata
- Athyrium × inabaense Seriz.
- Athyrium infrapuberulum Ching
- Athyrium × inouei Sa.Kurata
- Athyrium interjectum Ching
- Athyrium intermixtum Ching & P.S.Chui
- Athyrium iseanum Rosenst.
- Athyrium jinshajiangense Ching & Shing
- Athyrium kandelii Fraser-Jenk.
- Athyrium × kathmanduense Fraser-Jenk.
- Athyrium kawabatae Sa.Kurata
- Athyrium × kawabataeoides Sa.Kurata
- Athyrium kenzo-satakei Sa.Kurata
- Athyrium khasimontanum Fraser-Jenk.
- Athyrium kidoanum Sa.Kurata
- Athyrium kirishimaense Tagawa
- Athyrium kuratae Seriz.
- Athyrium kutaiense C.Chr.
- Athyrium × langtangense Fraser-Jenk.
- Athyrium × lantangense Fraser-Jenk.
- Athyrium latinervatum M.Kessler & A.R.Sm.
- Athyrium leiopodum (Hayata) Tagawa
- Athyrium lewalleanum Pic.Serm.
- Athyrium lineare Ching
- Athyrium × lobulosoimpolitum Fraser-Jenk.
- Athyrium longius Ching
- Athyrium ludingense Z.R.Wang & Li Bing Zhang
- Athyrium mackinnoniorum (C.Hope) C.Chr.
- Athyrium majus (Makino) Makino
- Athyrium × manickamii Fraser-Jenk.
- Athyrium × mantoniae Fraser-Jenk.
- Athyrium maoshanense Ching & P.S.Chiu
- Athyrium × masachikanum (Sa.Kurata) Seriz.
- Athyrium masamunei Seriz.
- Athyrium × masayukianum Sa.Kurata
- Athyrium medium (Carmich.) T.Moore
- Athyrium × megayakusimense Sa.Kurata
- Athyrium × meghalaicum Fraser-Jenk.
- Athyrium mehrae Bir
- Athyrium melanolepis (Franch. & Sav.) Christ
- Athyrium mengtzeense Hieron.
- Athyrium × mentiens Sa.Kurata
- Athyrium microphyllum (Sm.) Alston
- Athyrium micropterum Fraser-Jenk.
- Athyrium × minakuchii Sa.Kurata
- Athyrium minimum Ching
- Athyrium minutum Copel.
- Athyrium mohillense (Fée) Tardieu
- Athyrium monomachii (Kom.) Kom.
- Athyrium morobense Copel.
- Athyrium multipinnum Y.T.Hsieh & Z.B.Wang
- Athyrium myer-dreesii Copel.
- Athyrium nakanoi Makino
- Athyrium nanyueense Ching
- Athyrium narthex Christenh.
- Athyrium neglectum Seriz.
- Athyrium × neoelegans Sa.Kurata
- Athyrium × nepalense Fraser-Jenk.
- Athyrium nephrodioides (Baker) Christ
- Athyrium newtonii (Baker) Diels
- Athyrium nigripes (Blume) T.Moore
- Athyrium nikkoense Makino
- Athyrium niponicum (Mett.) Hance – wietlica japońska
- Athyrium nitidulum (Kunze) Milde
- Athyrium oblitescens Sa.Kurata
- Athyrium obtusilimbum Ching
- Athyrium omeiense Ching
- Athyrium oosorum (Baker) Christ
- Athyrium opacum (D.Don) Copel.
- Athyrium oppositipennum Hayata
- Athyrium otophorum (Miq.) Koidz. – wietlica uszkowata[8]
- Athyrium pachyphyllum Ching
- Athyrium palmense (Christ) Lellinger
- Athyrium × paludicola Sa.Kurata ex Seriz.
- Athyrium palustre Seriz.
- Athyrium parasnathense (C.B.Clarke) Ching ex Mehra & Bir
- Athyrium pectinatum (Wall. ex Mett.) C.Presl ex T.Moore
- Athyrium × petiolulatum Sa.Kurata
- Athyrium × pichisermollian um Fraser-Jenk.
- Athyrium pinetorum Tagawa
- Athyrium pitcairnense Copel.
- Athyrium × pokharense Fraser-Jenk.
- Athyrium praetermissum Sledge
- Athyrium pseudofluviale (Ching & W.M.Chu) Christenh.
- Athyrium × pseudoiseanum Sa.Kurata
- Athyrium × pseudopinetorum  Seriz.
- Athyrium × pseudospinescens Seriz.
- Athyrium × pseudowardii Seriz.
- Athyrium pubicostatum Ching & Z.Y.Liu
- Athyrium pulcherrimum Copel.
- Athyrium puncticaule (Blume) T.Moore
- Athyrium × purpurascens (Tagawa) Sa.Kurata
- Athyrium × purpureipes Sa.Kurata
- Athyrium pygmaei-silvae Sa.Kurata
- Athyrium × quaesitum Sa.Kurata
- Athyrium reichsteinii
- Athyrium repens (Ching) Fraser-Jenk.
- Athyrium rhachidisorum (Hand.-Mazz.) Ching
- Athyrium rondoense Verdc.
- Athyrium roseum Christ
- Athyrium rubripes (Kom.) Kom. – wietlica czerwonopędowa[8]
- Athyrium ruilicola W.M.Chu
- Athyrium rupicola (Edgew. ex C.Hope) C.Chr.
- Athyrium × saitoanum (Sugimoto) Seriz.
- Athyrium × sanjappae Fraser-Jenk.
- Athyrium sarasinorum Christ
- Athyrium satowii H.Itô
- Athyrium × satsumense Seriz.
- Athyrium scandicinum (Willd.) C.Presl
- Athyrium schimperi Moug. ex Fée
- Athyrium schizochlamys (Ching) K.Iwats.
- Athyrium × sefuricola Sa.Kurata
- Athyrium seramense (M.Kato) Christenh.
- Athyrium sericellum Ching
- Athyrium sessilipinnum X.C.Zhang & R.Wei
- Athyrium setiferum C.Chr.
- Athyrium setuligerum Sa.Kurata
- Athyrium sheareri (Baker) Ching
- Athyrium × shiibaense (Seriz.) Nakaike
- Athyrium × shikoku-montanum Seriz.
- Athyrium silvicola Tagawa
- Athyrium × simlense Fraser-Jenk.
- Athyrium sinense Rupr.
- Athyrium skinneri (Baker) C.Chr.
- Athyrium × sledgei Fraser-Jenk.
- Athyrium sohayakiense Nakaike
- Athyrium solenopteris (Kunze) T.Moore
- Athyrium spinescens Sa.Kurata
- Athyrium spinulosum (Maxim.) Milde
- Athyrium strigillosum (T.Moore ex E.J.Lowe) Salomon
- Athyrium × subcrassipes Seriz.
- Athyrium suprapuberulum Ching
- Athyrium tashiroi Tagawa
- Athyrium tejeroi Mickel
- Athyrium tenuipaleatum Copel.
- Athyrium × tokashikii Sa.Kurata
- Athyrium triangulare Alderw.
- Athyrium tripinnatum Tagawa
- Athyrium × tsurutanum Sa.Kurata
- Athyrium × undulatipinnulu m Seriz.
- Athyrium uniforme Ching
- Athyrium venulosum Ching
- Athyrium vermae Fraser-Jenk., Khullar & Pangtey
- Athyrium vidalii (Franch. & Sav.) Nakai
- Athyrium viridescentipes Sa.Kurata
- Athyrium viviparum Christ
- Athyrium wallichianum Ching
- Athyrium wangii Ching
- Athyrium wardii (Hook.) Makino
- Athyrium × watanabei Seriz.
- Athyrium xichouense Y.T.Hsieh & Z.R.Wang
- Athyrium × yakuinsulare Sa.Kurata
- Athyrium yakumonticola Sa.Kurata
- Athyrium yakusimense Tagawa
- Athyrium yokoscense (Franch. & Sav.) Christ
- Athyrium yuanyangense Y.T.Hsieh & W.M.Chu
- Athyrium zayuense Z.R.Wang
- Athyrium zhenfengense Ching